# 글리제 33
글리제 33은 물고기자리에 있는 별로 지구에서 24광년 떨어져 있다. 이 별의 분광형은 K2V로 K형 주계열성이다. 글리제 33은 비교적 큰 수치의 고유 운동을 보여 준다. 이 별의 밝기는 맨눈으로 겨우 보일 정도이다.
이 별 주위를 도는 동반체는 아직 발견되지 않았다. 1958년 이 별의 동반성이 글리제 33과 마찬가지로 플레어 별이라는 주장이 있었으나 증명되지는 않았다.